# Cole World: The Sideline Story
Cole World: The Sideline Story – debiutancki album amerykańskiego rapera J. Cole’a. Album został wydany 27 września 2011 przez Roc Nation z dystrybucją Sony Music. Producentem większości utworów był sam Cole, swój wkład ma również producent No I.D. Na albumie gościnnie wystąpili Trey Songz, Drake, Missy Elliott oraz Jay-Z. Album zadebiutował na pierwszym miejscu Billboard 200 z 218 000 sprzedanymi kopiami w pierwszym tygodniu. 2 grudnia 2011 roku, album zyskał wynik 500 000 egzemplarzy, które przyczyniły się do uzyskania statusu złotej płyty. Certyfikat został przyznany przez organizację Recording Industry Association of America.

## Lista utworów
| #  | Tytuł                                    | Producent                     | Długość |
| -- | ---------------------------------------- | ----------------------------- | ------- |
| 1  | "Intro"                                  | J. Cole                       | 1:22    |
| 2  | "Dollar and a Dream III"                 | The University, J. Cole (co.) | 4:43    |
| 3  | "Can't Get Enough" (ft. Trey Songz)      | Brian Kidd                    | 3:46    |
| 4  | "Lights Please"                          | J. Cole                       | 3:28    |
| 5  | "Interlude"                              | J. Cole                       | 1:39    |
| 6  | "Sideline Story"                         | J. Cole                       | 3:57    |
| 7  | "Mr. Nice Watch" (feat. Jay-Z)           | J. Cole                       | 3:58    |
| 8  | "Cole World"                             | J. Cole                       | 3:08    |
| 9  | "In the Morning" (feat. Drake)           | L&X Music                     | 3:54    |
| 10 | "Lost Ones"                              | J. Cole                       | 4:24    |
| 11 | "Nobody's Perfect" (feat. Missy Elliott) | J. Cole                       | 3:10    |
| 12 | "Never Told"                             | No I.D.                       | 3:31    |
| 13 | "Rise and Shine"                         | J.Cole                        | 4:35    |
| 14 | "God's Gift"                             | J.Cole                        | 3:32    |
| 15 | "Breakdown"                              | J.Cole                        | 4:50    |
| 16 | "Work Out"                               | J.Cole                        | 3:54    |